# Pápai István
Pápai István (Kisújszállás, Szolnok vármegye, 1880. február 21. – ?) magyar rendőrtiszt, városi főjegyző, országgyűlési képviselő.

## Élete
Pápai Lukács gazdálkodó és Balogh Róza református szülők gyermekeként született. Szülővárosában végezte középiskoláit, Móricz Zsigmond osztálytársa volt, együtt érettségiztek. Ezután Debrecenben tanult tovább, ott szerzett jegyzői oklevelet. 1912-től hat évig Kisújszállás rendőralkapitánya volt, majd 1918-ban főjegyzővé választották; e tisztségét több mint két évtizeden át, egészen 1939-ig megtartotta, amikor parlamenti képviselővé választása miatt – a Magyar Élet Pártja Szolnok vármegyei listáján vállalt jelöltséget, majd nyert el mandátumot – nyugdíjaztatta magát.
Közben, az első világháború idején, 1914 júliusától 1917 december végéig katonai szolgálatot teljesített, mint a 29. honvédgyalogezred népfelkelő főhadnagya. Az első időkben szerb hadszíntereken vett részt több ütközetben, majd 1915 nyarán ezredével a Doberdóra, 1916 januárjában pedig Galíciába vezényelték, ahol mint századparancsnok, állandóan az első vonalban teljesített szolgálatot.
Kisújszállás vezető tisztviselőinek egyikeként nagy érdemeket szerzett a város közigazgatási, közbiztonsági és egészségügyi fejlesztése terén, de a vármegyei közéletben kifejtett működése révén is. Nevéhez fűződik többek között a helyi közbirtokosság megszervezése és a tagságnak legeltetési társulatba való tömörítése. 
Nemcsak politikai és gazdasági jellegű, de egyházi és kulturális szervezetekben is vállalt vezető funkciókat. Elnöke volt a városi közbirtokosságnak, társelnöke egy helyi gazdasági egyesületnek, tagja a vármegye törvényhatósági bizottságának, virilis jogon Kisújszállás képviselő-testületének, valamint a helyi református közösségnek is presbitere volt. Értékes publicisztikai munkásságot is kifejtett a Kisújszállás és Vidéke című lap, valamint a Kunsági Lapok hasábjain.
1903. július 4-én Kisújszálláson feleségül vette Puskás Erzsébetet.